# 西线无战事 (1979年电影)
《西线无战事》（英語：All Quiet on the Western Front），1979年ITC娱乐公司电视电影，由德尔伯特·曼执导，根据埃里希·玛利亚·雷马克同名小说改编而来。片中理查·托马斯饰演保罗·博伊默，喧尼斯·鲍宁饰演卡钦斯基。电影主要在捷克斯洛伐克摄制完成。

## 剧情
一战时，保罗·博伊默的高中老师（当奴·派辛斯饰）向学生灌输德国优越论，受此影响，保罗和许多同学一道参军入伍。他们先在残忍的希默尔斯托斯下士（伊恩·荷姆饰）手下训练了一段时间，之后登上了开赴前线的列车。与此同时，他们看见另一辆满载伤员的列车到站，人们用担架把伤员抬下来。他们一到前线，就被分到斯坦尼斯劳斯·“卡特”·卡钦斯基（喧尼斯·鲍宁饰）手下。卡特教了他们一些战场生存技能。保罗和营里的兄弟们到法国城镇修整一周，期间，他们发现征召的新兵一个比一个年轻。他们喜出望外的是，带这群新兵的不是别人，正是希默尔斯托斯，他现在已被降职。希默尔斯托斯还妄想让他们听命于他，但保罗他们起身反抗他。后来当德国人发动进攻时，保罗看到一个小队窝在一个坑里不出去，其中就有希默尔斯托斯。保罗逼着希默尔斯托斯上战场。
法军和德军反复地互相攻击，尸横遍野。保罗的朋友弗朗茨·克梅里希受伤了，很快就死在一家拥挤的军队医院里。保罗带着队伍回到战壕，弗朗茨的死让他心烦意乱。
一天，一个法国士兵掉进了保罗藏身的彈坑，保罗用刺刀刺伤了他的腹部，不得不与他一起待一夜。保罗想包扎这个垂死士兵的伤口，但他还是死了。保罗逃出彈坑，深怀负罪感。另一个士兵毒气中毒，被医护人员带走，最后痛苦地死去。
虽然保罗和他的两个朋友有一次可以和一些法国农村姑娘发生性关系，但是绝大多数年轻人的战时生活都并不美好。保罗的其他同学，一个接一个，几乎都死了。威廉二世来参观他们的营地，隆重为英勇士兵颁发勋章，其中就有希默尔斯托斯。
保罗的队伍在靠近前线的一个法国小镇受到轰炸，他的一个朋友死了，另一个则受了重伤。保罗同样也受伤了，被准许回家休假。保罗的妹妹告诉他，母亲（帕翠夏·尼尔饰）罹患癌症，活不久了。在参观他以前的教室时，保罗意识到，镇上的老人对战争的狂热完全蒙蔽了他们的双眼，他们对年轻人受到的苦难无动于衷。他还看望了克梅里奇的母亲，对她撒谎说他死时没有受苦。剧终前，卡特受到炮击，保罗背着他走了好几英里才到了一家野战医院。这时，他才发现卡特早就死了。
保罗给他的朋友写了一封信，这位是他们班上唯一的幸存者，已经被截肢了。写完信，保罗走过战壕，检查年轻士兵的状况。其时保罗已接替卡特的位置。保罗发现了一只鸟，便开始在本子上画它。鸟儿飞走后，保罗站起来看它飞去了哪里，殊不知暴露了自己。枪声响起，保罗死亡。随后，镜头给到一封电报，写着“西线无战事”。这是德国最高指挥部发布的报告中的一部分。仅仅几周后，战争就结束了。

## 演员
- 理查·托马斯 饰 保罗·博伊默
- 喧尼斯·鲍宁 饰 斯坦尼斯劳斯·卡钦斯基
- 当奴·派辛斯 饰 坎托勒克
- 伊恩·荷姆 饰 希默尔斯托斯
- 帕翠夏·尼尔 饰 保罗的母亲
- 保罗·马克·埃利奥特 饰 约瑟夫·贝姆
- 大卫·布拉德利 饰 阿尔贝特·克罗普
- 马修·埃文斯 饰 弗里德里希·米勒
- 乔治·温特 饰 弗朗茨·克梅里希
- 多米尼克·杰赫科特 饰 彼得·莱尔
- 丹尼斯·格雷厄姆 饰 威廉二世

## 反响
這部電影獲得了金球獎最佳電視電影獎以及艾美獎最佳限定劇或特別電影剪輯獎。